# Lamma shoftak
Lamma shoftak (àrab: لما شفتك, Lammā xufta-k), comercialitzada internacionalment com When I Saw You, és una pel·lícula palestina del 2012 dirigida per Annemarie Jacir.

## Argument
Jordània, 1967, Tarek és un nen palestí d'11 anys que viu amb la seva mare en un camp de refugiats. A causa de la guerra a Palestina, es va veure obligat a separar-se del seu pare per a sumar-se a l'última onada de refugiats. Un dia, Tarek decideix tornar a casa i camina sol cap a la frontera. En el camí es topa amb un camp d'entrenament de guerrillers, els fedaïns, que el reben com a una mascota. A partir d'aquest moment comença per a Tarek un viatge de retorn que canviarà la seva vida per sempre.

## Repartiment
- Mahmoud Asfa com a Tarek
- Ruba Blal com a Ghaydaa
- Saleh Bakri com a Layth
- Anas Algaralleh com a Sr. Nasser
- Ali Elayan com a Abu Akram
- Ruba Shamshoum com a Zain
- Ahmad Srour com a Touissant
- Firas W. Taybeh com a Majed

## Producció
Annemarie Jacir es va encarregar del guió i la direcció, a més del muntatge, que va realitzar al costat de Panos Voutsaras. La fase de càsting de la pel·lícula va durar aproximadament un any, després del qual va haver-hi un període d'assaig que va durar tres o quatre mesos.

## Context
Lamma shoftak és la segona pel·lícula d’Annemarie Jacir, rodada per primera vegada en format digital. La idea d'escriure una història sobre un nen exiliat que vol tornar a casa va néixer d'un sentiment personal viscut per la directora. Després de la fase de postproducció de la seva anterior pel·lícula, Milh hadha al-bahr, les autoritats israelianes van negar a la directora el retorn a Palestina, on residia amb el seu marit. Durant els cinc anys següents al seu trasllat a Jordània, només se li va permetre tornar al seu país d'origen per períodes curts. Quan finalment es va aixecar la prohibició, va tornar a viure a Haifa.

## Reconeixements
La pel·lícula ha estat reconeguda en nombroses ocasions, sobretot en festivals de cinema del món àrab. Entre altres guardons, va guanyar el premi a la Millor Pel·lícula Àrab en el Festival de Cinema d'Abu Dhabi, el Premi El Quixot en el Festival Internacional de Cinema de Cartago, Esment Especial al Festival Internacional de Cinema del Caire, el Premi Netpac a la Millor Pel·lícula Asiàtica al 63è Festival Internacional de Cinema de Berlín, el premi SIGNIS i el de l'audiència a Millor películo del Festival internacional d'Amiens i el premi a la millor pel·lícula del Festival de Cinema de Phoenix.
A més, el film va ser nominat en certàmens com el Festival Internacional de Cinema de Sao Paulo, a la millor pel·lícula; l'Asia Pacific Screen Awards, com a millor pel·lícula per a nens; al Premi Cinema Fairbindet del Festival Internacional de Cinema de Berlín; o en el Young Artist Awards per la millor actuació d'un jove intèrpret, entre d'altres. La pel·lícula va ser seleccionada com a entrada palestina per a l'Oscar a la millor pel·lícula de parla no anglesa